# Joyce Bryant
Clora Bryant, (Oakland, 1927. október 14. – Newport Beach, 2022. november 20.) amerikai énekesnő, táncosnő és polgárjogi aktivista. Az 1940-es évek végén, az 1950-es évek elején színházi és éjszakai mulatóbeli előadóként szerzett hírnevet. Jellegzetes ezüstös hajával és feszes sellőruháival korai afroamerikai szexszimbólummá vált. Olyan beceneveket érdemelve ki, mint például „A bronzszőke bombázó”, „A fekete Marilyn Monroe”. 1955-ben, népszerűsége csúcsán inkább Hetednapi Adventista Egyháznak szentelje magát. Egy évtizeddel később  képzett klasszikus énekesnőként szerepelt, később énektanár lett.

## Pályafutása
Joyce Bryant egy nyolcgyermekes család harmadik gyermeke volt. San Franciscóban nőtt fel. Anyai nagyapja, Frank D. Withers dzsesszharsonás volt. Bryant szociológiatanár azeretett volna lenni. Tizennégyéves korában férjezmenés tervével megszökött, de a házassága még aznap véget ért.
1946-ban Los Angelesben meglátogatva unokatestvéreit beleegyezett, hogy részt vesz egy rögtönzött közös éneklésen egy helyi klubban. „Egy idő után... rájöttem, hogy én vagyok az egyetlen, aki itt énekel. Néhány perccel később a klub tulajdonosa 25 dollárt ajánlott fel nekem, hogy felmenjek a színpadra, és én elfogadtam, mert szükségem volt a pénzre, hogy hazajussak.”
Az 1940-es évek végén lassan már rendszeres fellépései voltak. A New York-i La Martinique éjszakai klubban való fellépéstől kezdve a Catskill-hegység szállodáinak 118 előadásból álló turnéjáig fellépett. Heti 400 dollárt keresett. Hírneve és ismertsége szintre nőtt, hogy egy este Josephine Bakerrel közös műsorban jelent meg. Bryant, aki nem akarta, hogy háttérbe szoruljon, radiátorfestékkel ezüst színűre festette a haját, és szűk ezüst ruhában, ezüstös, földig érő nercbundában lépett fel. Ezüst haja és szűk, hát nélküli, dekoltázst feltáró sellőruhái védjegyévé váltak. Négy oktávos hangja tovább emelte státuszát, és az 1950-es évek elejének egyik első sztárjává vált. Ekkorra pedig olyan becenevekkel vált ismertté, mint „A bronzszőke bombázó”, „a fekete Marilyn Monroe”, „A Belter” és „A hang, amire mindig emlékezni fogsz”.
Etta James 2003-as önéletrajzi könyvében megjegyezte: „Nem akartam ártatlannak látszani. Úgy akartam kinézni, mint Joyce Bryant.... Beleszerettem. Úgy gondoltam, Joyce bátor... lemásoltam a stílusát, ami szemtelen és független volt.”
1952-től kezdődően Bryant lemezsorozatot adott ki az Okeh Recordsnál. Két legismertebb slágerét, a „Love for Sale” és a „Drunk with Love” címűeket provokatív dalszövegeik miatt betiltották. A „Runnin’ Wild” két évvel későbbi megjelenésekor így írtak: „Bryant dala elsője volt, amelyet a CBS és az NBC rádió cenzorai átengedtek, de három korábbi felvételt betiltottak, mert túl szexiek voltak”. 1980-ban Bryant  megjegyezte: „Micsoda irónia, hogy a legnagyobb slágerem a „Love for Sale” volt. Betiltották Bostonban, később pedig... szinte mindenhol máshol is.”
Bryant, aki gyakran szembesült diszkriminációval, nyíltan kiállt a faji egyenlőtlenségek kérdésében. 1952-ben lett az első fekete alőadóművész, aki egy Miami Beach-i szállodában lépett fel, dacolva a Ku Klux Klan fenyegetéseivel, akik elégették őt bábuként. kritikusan viszonyult az éjszakai klubokban és szállodákban alkalmazott faji alapú számlázási gyakorlathoz is, és a szórakoztatóművészek csoportos összefogását szorgalmazta a Jim Crow-törvények ellen. 1954-ben ő lett az egyik első fekete énekes, aki fellépett a washingtoni Casino Royalban, ahol meglepődött, hogy ennyi afroamerikai látogatja a belvárosi klubot. „Nagy izgalom volt látni, ahogy belépnek, és a vezetőség ilyen udvariasan bánik velük.”
1954-ben Bryant – Lena Horne-nal, Hilda Simms-szel, Eartha Kittel és Dorothy Dandridge-dzsel együtt – a világ öt legszebb fekete nője közé sorolta az Ebony magazin egyik száma.
Bryant az 1950-es évek elején akár 3500 dollárt is keresett fellépésenként, de belefáradt az iparágba. Az ezüstfesték károsította a haját, nem szeretett szombaton dolgozni, és nyugtalan volt a megítélése miatt. Gyűlölte a férfiakat, gengsztereket, akik látogatták azokat a klubokat, ahol dolgozott. Egyszer megverték az öltözőjében, miután elutasította egy férfi közeledését. A drog- és gengszter szubkultúrákból való kiábrándulása, valamint a menedzsmentje nyomása miatt Bryant 1955. végén abbahagyta a fellépéseket.
A Hetednapi Adventista Egyháznak szentelve magát beiratkozott az alabamai Huntsville-ben található Oakwood University-ba. Az Ebony 1956. májusi száma megírta: „Joyce Bryant új világa: Egykori énekesnő feladja évi 200 000 dolláros karrierjét, hogy megtanulja Istent szolgálni”.
Évekig utazva Délen, Bryant elfogta a dül, amikor látta, hogy a kórházak megtagadják a rászorulók ellátását, mert feketék. Adománygyűjtéseket szervezett a feketék számára élelmiszer, ruha és gyógyszer vásárlására, és továbbra is koncerteket adott – természetes fekete hajában, smink nélkül –, hogy pénzt gyűjtsön. Gyakran találkozott Martin Luther Kinggel – aki rajongott énekéért –, hogy támogassa erőfeszítéseit a feketék alapvető jogainak megteremtésére. Bryant úgy vélte, hogy a polgárjogi küzdelem minden Istenben hívő ember küzdelme, de amikor szembeszállt egyházával, és arra kérte, hogy foglaljon állást a diszkrimináció ellen, az egyház elutasította, azzal az indoklással, hogy „ezek földi dolgok, és így nincs spirituális jelentőségük”.
Az 1960-as években visszatért a szórakoztatóiparhoz. Frederick Wilkerson énektanárnál tanult a Howard Egyetemen, aminek eredményeként szerződést kapott a New York-i Városi Operánál. Nemzetközi turnékon vett részt az olasz, a francia és a bécsi opera társulataival.
Az 1980-as években visszatért a dzsesszhez és énekoktatóként folytatta pályáját olyan ügyfelekkel, mint Jennifer Holliday, Phyllis Hyman és Raquel Welch.   
Készült egy dokumentumfilm róla Joyce Bryant: Az elveszett díva címmel.

## Albumok
- 1954: Runnin' Wild

### Kislemezek
- 1952: Love For Sale / A Shoulder To Weep On
- 1953: It's Only Human / After You've Gone

## Fordítás
- Ez a szócikk részben vagy egészben  a   Joyce Bryant című angol Wikipédia-szócikk ezen változatának fordításán alapul.  Az eredeti cikk szerkesztőit annak laptörténete sorolja fel. Ez a jelzés csupán a megfogalmazás eredetét és a szerzői jogokat jelzi, nem szolgál a cikkben szereplő információk forrásmegjelöléseként.